# Josè Facchini
Pour les articles homonymes, voir Facchini.

Josè Facchini, né le 7 mars 1972 à Ferrare, est un joueur professionnel de squash représentant l'Italie. Il atteint, en janvier 2001, la 61e place mondiale sur le circuit international, son meilleur classement. Il est champion d'Italie à trois reprises entre 2000 et 2010.

## Biographie
Josè Facchini joue sur le PSA World Tour de 1999 à 2011. Il participe avec l'équipe nationale italienne aux championnats du monde par équipes en 1995 et 2009. Il est champion d'Italie à trois reprises en 2000, 2009 et 2010.

## Palmarès

### Titres
- Championnats d'Italie :  3 titres (2000, 2009, 2010)